# قصر دار السلام (الرباط)
قصر دار السلام هو مقر إقامة ملك المغرب في الرباط، المغرب. وهو مرتبطة بشكل خاص بذكرى الملك الأول للمغرب محمد الخامس الذي قدر عزلتها وجعلها مكانًا رئيسيًا للمعيشة. كان القصر مكانًا لاجتماع زعماء شمال إفريقيا الذي عقد عندما تولى الحسن الثاني ابن محمد الخامس الحكم خلفًا لوالده الراحل في عام 1961. كما استخدم كمقر إقامة خاص لابن الحسن الثاني وخليفته محمد السادس.
وسعت الأراضي الجنوبية للقصر لاحقًا لإنشاء ملعب رويال دار السلام للغولف، الذي افتتح في عام 1971، ومركز الفروسية المجاور ومقر الاتحاد الملكي المغربي للفروسية،  والذي استكمله المعهد الوطني للخيول في عام 2013. افتتح فندق ريتز كارلتون الفاخر بالقرب من ملعب الجولف في أوائل عام 2023. يقع الحرم الجامعي المركزي للمديرية العامة لمراقبة التراب الوطني في المغرب إلى الجنوب الغربي من القصر مباشرة، ومركز الاستجواب التابع لها في تمارة يقع إلى الغرب قليلاً. يقع مدخل القصر في الطرف الغربي لطريق دار السلام.